# شان توماس
شان توماس (انگلیسی: Seán Thomas؛ – زاده ؟؟ - درگذشته ۲۴ ژوئن ۱۹۹۹) یک مربی فوتبال اهل جمهوری ایرلند بود.

## مربیگری
از تیم‌هایی که در آن مربیگری کرده‌است می‌توان به باشگاه‌های اسلیگو راورز، شامروک روورز، بوهمیان و تیم ملی فوتبال جمهوری ایرلند اشاره کرد.